# Pensioenuitvoerder
Een pensioenuitvoerder is in Nederland een pensioenfonds of een verzekeraar waar pensioen wordt opgebouwd door werknemer en werkgever samen. Zij betalen samen de premies. Sporadisch betaalt alleen de werkgever premie, de werknemer heeft dan een 'premievrij pensioen'. De pensioenuitvoerder keert na pensionering het pensioen uit. De benaming pensioenuitvoeringsorganisatie wordt gebruikt voor bedrijven die voor pensioenfondsen of verzekeraars de uitvoering van deze werkzaamheden verrichten. De grootste pensioenuitvoeringsorganisaties van Nederland zijn APG Groep, PGGM, TKP, MN en Syntrus Achmea waarbij miljoenen deelnemers zijn aangesloten.

## Categorieën pensioenuitvoerders
De Pensioenwet verplicht werkgevers om de pensioenregeling voor hun personeel buiten het eigen bedrijf onder te brengen. Komt het bedrijf in de financiële problemen, dan hebben de opgebouwde pensioenrechten daar niet onder te lijden. Pensioenen worden ondergebracht bij zogenoemde pensioenuitvoerders. In Nederland kennen we de volgende categorieën pensioenuitvoerders:
- Bedrijfstakpensioenfonds
- Ondernemingspensioenfonds
- Beroepspensioenfonds
- Algemeen pensioenfonds
- Verzekeringsmaatschappij
- Premiepensioeninstelling

### Bedrijfstakpensioenfonds
Een bedrijfstakpensioenfonds werkt voor één of meer bedrijfstakken (branches). Vaak zijn alle werknemers en soms ook zelfstandigen uit die branche verplicht verzekerd bij hun eigen bedrijfstakpensioenfonds. Die verplichting is meestal te vinden in de cao of in een besluit gebaseerd op de Wet van 21 december 2000, houdende nieuwe regeling voor verplichte deelneming in een bedrijfstakpensioenfonds (Wet verplichte deelneming in een bedrijfstakpensioenfonds 2000). In Nederland zijn 80 bedrijfstakpensioenfondsen, waarvan er 68 verplicht zijn gesteld. Circa 75% van iedereen die een pensioen opbouwt, doet dat bij een verplicht bedrijfstakpensioenfonds. Voorbeelden van bedrijfstakpensioenfondsen zijn het Bedrijfspensioenfonds voor de Bouwnijverheid (bouwsector), het Algemeen Burgerlijk Pensioenfonds (voor overheid en onderwijs) en Pensioenfonds Zorg en Welzijn (voor de zorgsector). Een bedrijfstakpensioenfonds voert in het algemeen één uniforme verplichte pensioenregeling uit voor alle werknemers in de bedrijfstak, meestal tegen een uniforme premie.
Werkgevers die niet willen meedoen met een verplicht bedrijfstakpensioenfonds kunnen ontheffing vragen bij het bestuur van het betreffende verplichte bedrijfstakpensioenfonds. Zo’n ontheffing wordt niet snel verleend. De werkgever moet dan bijvoorbeeld al een goede pensioenregeling hebben voordat het betreffende bedrijfstakpensioenfonds verplicht werd gesteld. Of het bedrijf behoort tot een concern dat een eigen ondernemingspensioenfonds heeft. Een organisatie die ontheffing aanvraagt, moet aan kunnen tonen dat de pensioenregeling minimaal gelijkwaardig is aan de pensioenregeling bij het bedrijfstakpensioenfonds.
Bedrijfstakpensioenfondsen zijn vaak gericht op één type werknemer. In de bouw zijn dat bijvoorbeeld werknemers die daadwerkelijk in de bouw werken. Voor alle andere werknemers – zoals de administratie - kan een onderneming in principe een andere regeling treffen - maar dat hoeft niet. Gaat het om één of twee werknemers, dan wegen de eventuele voordelen meestal niet op tegen de extra administratie maar een aparte regeling blijft mogelijk. Een bedrijfstakpensioenfonds kent meestal maar één regeling, als een ondernemer één of een aantal werknemers een ander pensioen wil toekennen (meestal een beter pensioen) dan kan dat door boven op de verplichte regeling een zogenoemde ‘dakregeling’ te treffen bij het eigen pensioenfonds of bij een verzekeraar.

### Ondernemingspensioenfonds
Multinationals zoals Shell, Unilever en Ahold hebben vaak een eigen pensioenfonds: een ondernemingspensioenfonds. Een ondernemingspensioenfonds is een aan één onderneming verbonden fonds waarin geld bijeen wordt gebracht voor de deelnemers. Doel van een ondernemingspensioenfonds is het bij elkaar brengen van geld om zo het pensioen van deelnemers zeker te stellen. Het fonds staat los van de onderneming, zodat bij financiële problemen van de onderneming de pensioenen geen gevaar lopen.

### Beroepspensioenfonds
Een beroepspensioenfonds is een fonds voor één bepaalde beroepsgroep. Als voor een beroepsgroep een beroepspensioenregeling geldt, dan zijn alle beroepsgenoten wettelijk verplicht zich bij dat pensioenfonds aan te sluiten. Die verplichting is gebaseerd op de Wet van 6 oktober 2005, houdende nieuwe regeling voor verplichte deelneming in een beroepspensioenregeling (Wet verplichte beroepspensioenregeling). In Nederland kennen we 11 beroepspensioenfondsen. Een beroepspensioenfonds is er bijvoorbeeld voor huisartsen, dierenartsen, medisch specialisten en fysiotherapeuten. De beroepspensioenvereniging is de opdrachtgever.

### Algemeen pensioenfonds
Sinds 1 januari 2016 kent Nederland een nieuwe vorm van pensioenuitvoering: een algemeen pensioenfonds.

### Verzekeraar
Ondernemers die niet verplicht zijn zich aan te sluiten bij een pensioenfonds kunnen het pensioen van hun werknemers regelen bij een verzekeraar. Dat moet wel een wettelijk erkende verzekeraar zijn. Een Nederlandse verzekeraar die pensioenregelingen aanbiedt moet in het bezit zijn van een ‘vergunning tot uitoefening van het verzekeringsbedrijf’ en gegoten zijn in de vorm van een NV of Onderlinge Waarborgmaatschappij. Ondernemers kunnen ook kiezen voor een buitenlandse verzekeraar. Voorwaarden zijn dat het een Europese onderneming is, de onderneming beschikt over een vergunning in het land van herkomst én de onderneming in Nederland geregistreerd is.